# 실바플래나
실바플래나(로만슈어: Silvaplauna 듣기 (도움말·정보), 독일어: Silvaplana 질바플라나[*], 이탈리아어: Silvaplana 실바플라나[*])는 스위스 그라우뷘덴주 말로야구에 있는 지자체이며, 지자체에 있는 호수의 이름이다.

## 역사

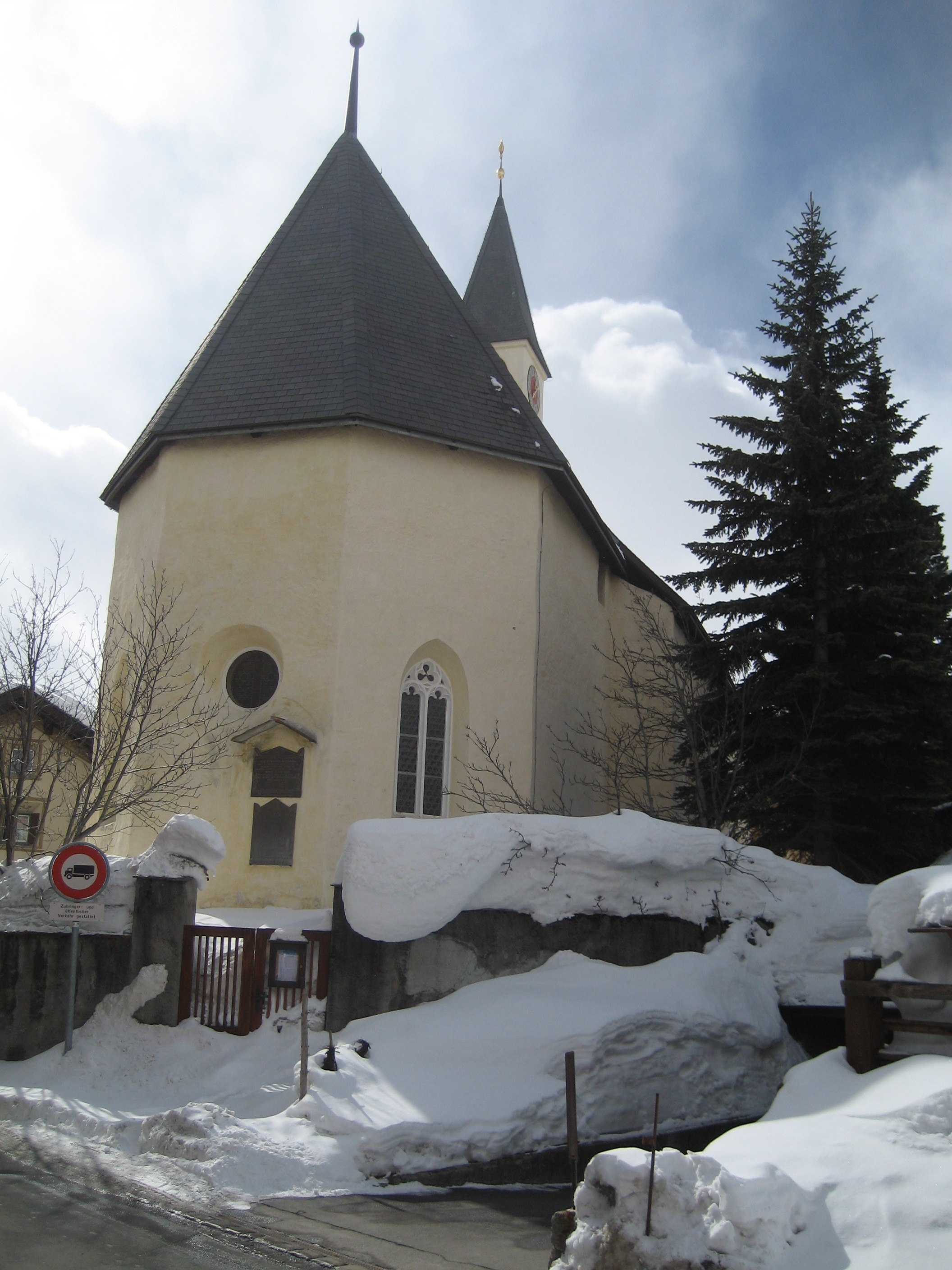
실바플래나의 마을 교회

지자체의 경계에 정착촌의 첫 번째 표시는 율리어 고개에 있는 로마 시대의 부서진 기둥 일부이다. 마을 교회는 1356년에 처음 언급되었다. 새로운 후기 고딕 양식의 교회는 1491년에 지어졌다. 1556년에 마을은 개신교 종교 개혁으로 개종했다.

## 지리

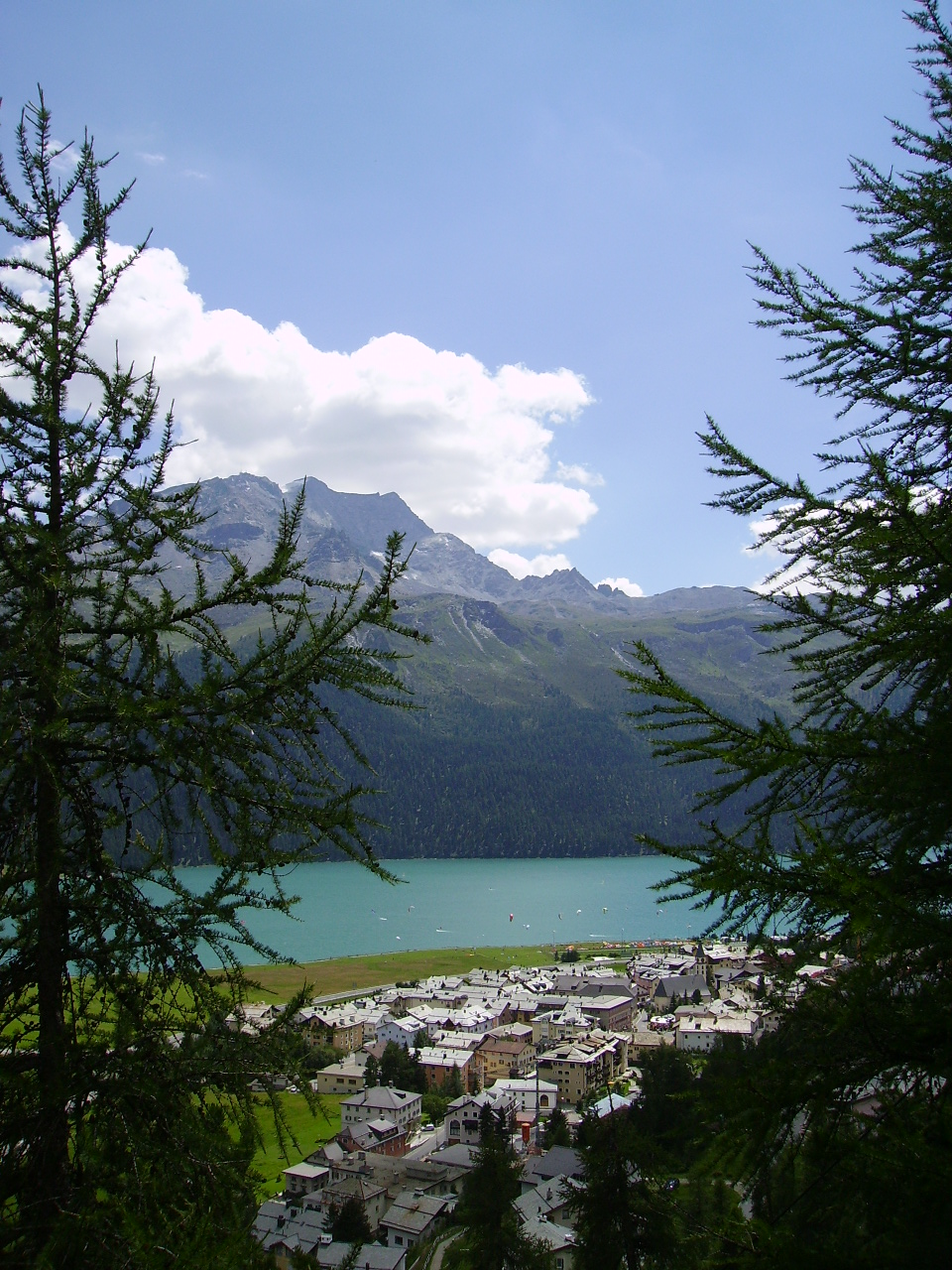
실바플래나와 실바플래나호

실바플래나의 면적은 2006년 기준으로 44.7k㎥이다. 이 면적 중 19.6%가 농업용으로 사용되고 14.1%가 산림이다. 나머지 토지 중 2.2%는 정착지(건물 또는 도로)이고, 나머지(64.1%)는 비생산적(강, 빙하 또는 산)이다.
실바플래나는 상부 엥가딘의 실바플래나 호수에 위치하고 있다. 2017년 이전에는 말로야의 상부 엥가딘 하부 구역에 위치했지만, 2017년 이후에는 말로야구의 일부가 되었다. 2,284m 높이의 마을 위 율리어 고개는 엥가딘 계곡과 나머지 그라우뷘덴주와 라인강 유역을 연결한다. 실바플래나 호수와 샴퍼 호수를 연결하는 오바 달 발룬 시내가 마을을 가로질러 흐르지만, 이 마을은 실바플래나 마을과 수르라이 및 알바나의 작은 마을과 샴퍼 마을의 일부로 구성된다.

## 인구통계

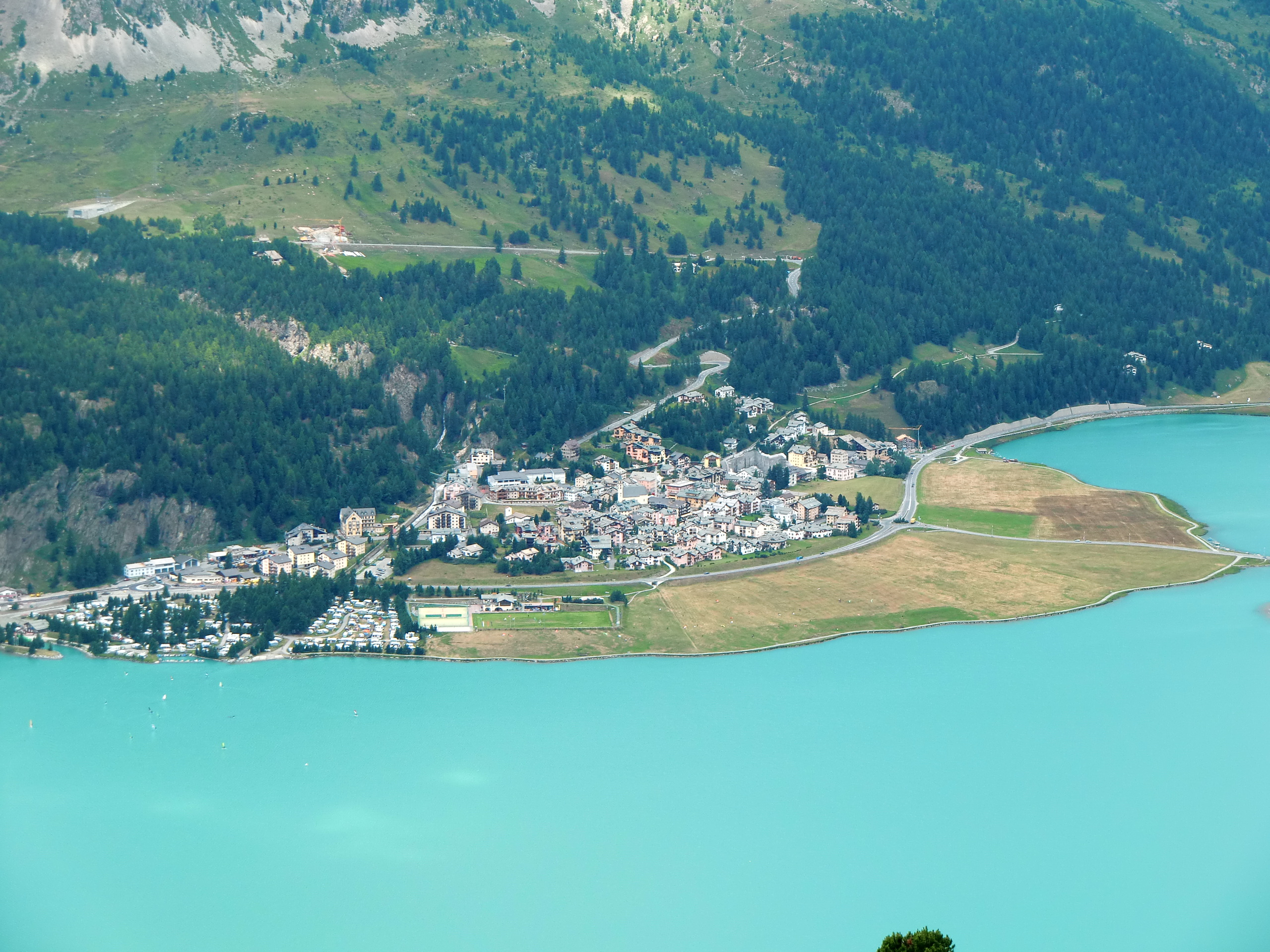
실바플래나

2020년 12월 31일 기준, 실바플래나의 인구는 1,121명이다. 2008년 기준으로 전체 인구의 27.9%가 외국인이다. 지난 10년 동안 인구는 11.1%의 비율로 증가했다.
2000년 기준으로 인구의 성별 분포는 남성 49.7%, 여성 50.3%이다. 2000년 기준 실바플래나의 연령 분포는 다음과 같다. 79명의 어린이 또는 인구의 8.7%가 0세에서 9세 사이이다. 35명(3.8%)은 10~14세, 38명(4.2%)은 15~19세이다. 성인 인구 중 127명(인구의 13.9%)이 20~29세이다. 188명(20.6%)은 30~39세, 140명(15.3%)은 40~49세, 149명(16.3%)은 50~59세이다. 고령자 분포는 88명(인구의 9.6%)이 60~69세 사이이다. 70~79세는 49명(5.4%), 80~89세는 18명(2.0%), 90~99세는 2명(0.2%)이다.
2007년 연방 선거에서 가장 인기 있는 정당은 36%의 득표율을 기록한 SVP였다. 다음으로 가장 인기 있는 3개 정당은 FDP (35.1%), SP (17.6%), CVP (7.7%)였다.
실바플래나에서는 인구의 약 75.2%(25-64세 사이)가 비필수 고등교육 또는 추가 고등교육(대학 또는 응용학문대학)을 완료했다.
실바플래나의 실업률은 1.74%이다. 2005년 기준으로 1차 경제 부문에 21명이 고용되어 있으며, 이 부문에 약 5개 기업이 참여하고 있다. 95명이 2차 부문에 고용되어 있고, 이 부문에 11개의 기업이 있다. 492명이 3차 부문에 고용되어 있으며, 이 부문에는 72개의 기업이 있다.
역사적 인구는 다음 표에 나와 있다.
| 년도 | 인구 |
| ---- | ---- |
| 1804 | 348  |
| 1850 | 205  |
| 1900 | 319  |
| 1950 | 333  |
| 1970 | 714  |
| 2000 | 913  |

## 종교
1556년에 주민들은 개신교로 개종했다. 개혁 마을 교회 외에도 1962년부터 마레 히멜파르트 가톨릭 교회가 있으며, 이 교회는 장크트모리츠의 성 마우리티우스 교구에 속한다.

## 언어
2000년 기준, 인구 대부분은 독일어(65.9%)를 사용하며, 이탈리아어가 두 번째로 많이 사용(15.9%)하고, 로만슈어가 세 번째(10.6%)이다. 19세기 중반까지 전체 인구는 푸터의 상부 엥가딘 로만슈어 방언을 사용했다. 외부 세계와의 무역 증가로 인해 로만슈어 사용이 감소하기 시작했다. 1880년에는 약 73.3%가 로만슈어를 모국어로 사용했지만, 1910년에는 48.61%에 불과했다. 로만슈어가 마지막으로 다수의 언어였던 것은 1941년에 54.9%가 그것을 사용했다. 1970년까지 로만슈어는 714명 중 200명(28.01%)만이 이 언어를 사용하는 소수민족 언어였다. 마을 학교의 로만슈어 교육으로 인해 2000년에는 적어도 로만슈어를 이해하는 사람이 34.1%였다.
| 실바플래나 언어 |             |             |             |             |             |             |
| 언어            | Census 1980 | Census 1980 | Census 1990 | Census 1990 | Census 2000 | Census 2000 |
| 언어            | 수          | 퍼센트      | 수          | 퍼센트      | 수          | 퍼센트      |
| 독일어          | 346         | 43.80%      | 434         | 60.28%      | 602         | 65.94%      |
| 로만슈어        | 207         | 26.20%      | 141         | 19.58%      | 97          | 10.62%      |
| 이탈리아어      | 138         | 17.47%      | 127         | 17.64%      | 145         | 15.88%      |
| 인구            | 790         | 100%        | 720         | 100%        | 913         | 100%        |

## 스포츠

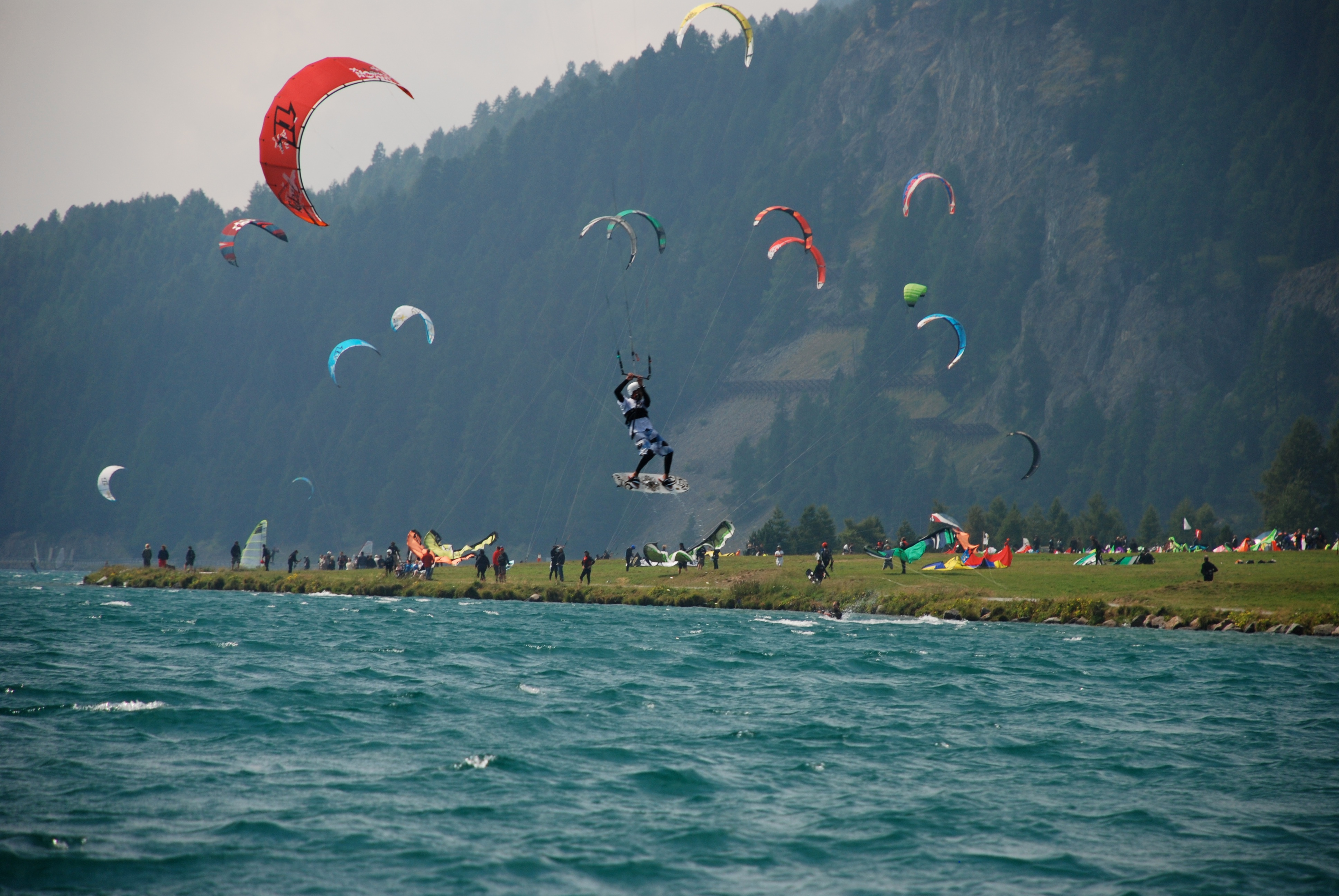
카이트서핑과 실바플래나호의 카이트

호수는 예측 가능한 바람으로 잘 알려져 있으므로 특히 윈드서핑, 카이트서핑 및 딩기세일링을 포함한 수상 요트 스포츠로 인기 있는 장소이다. SW 해안에는 주요 수상 스포츠 센터가 있다. 이 위치의 장점은 관중이 기존의 해상 위치에 있을 수 있으므로 액션에서 결코 멀지 않다는 것이다.
2007년 8월 국제 파이어볼 딩기 요트 클래스는 실바플래나에서 세계 선수권 대회를 개최했다. 6개의 레이스에 걸쳐 95개의 보트가 경쟁했다. 2006년 세계 챔피언이 캐나다 브리티시 컬럼비아의 밴쿠버에서 우승한 스위스 선수였기 때문에 지역 언론의 높은 관심이 있었지만, 2007년 우승자는 영국의 Richard Estaugh와 Rob Gardner였다. 2006년 세계 챔피언 스위스 팀은 2007년에 11위에 올랐다.

## 교통
계곡 교통은 1965년부터 동쪽으로 실바플래나를 우회했다. 2010년에 율리어 고개를 통한 교통용 우회 도로 건설이 시작되어, 2018년 6월 27일에 개통되었다.

## 명소
- 개혁마을교회

- 크랩다사스성
- 실바플라나 호수의 니체 영원 회귀에 관한 돌

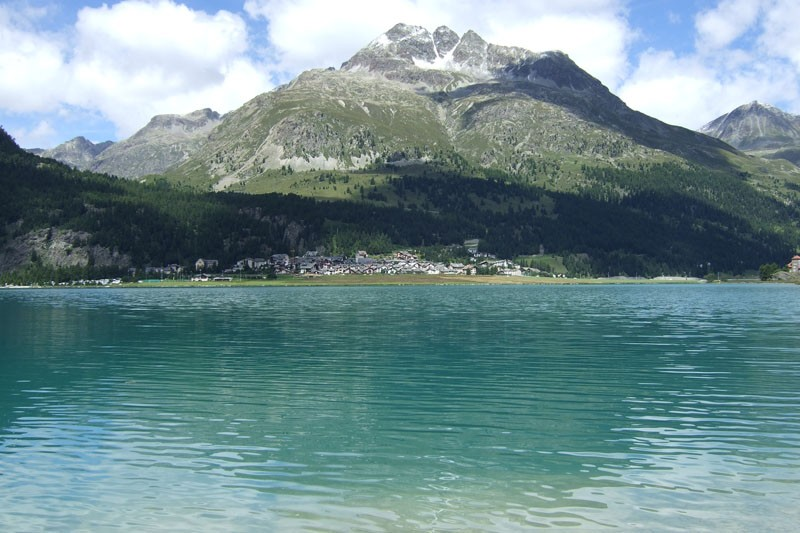
실바플래나 호수에서 본 실바플래나
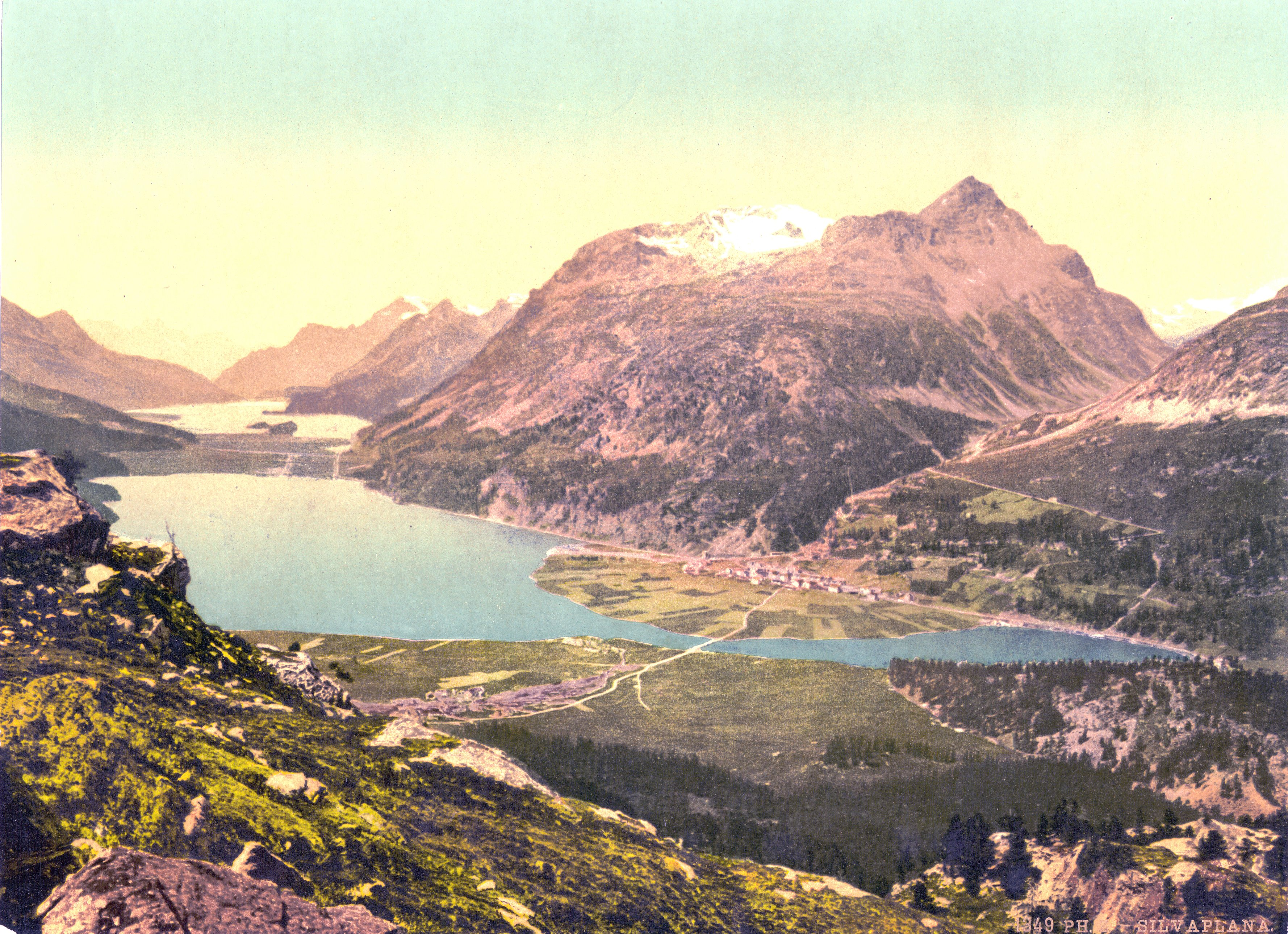
1900년경의 상부 엥가딘
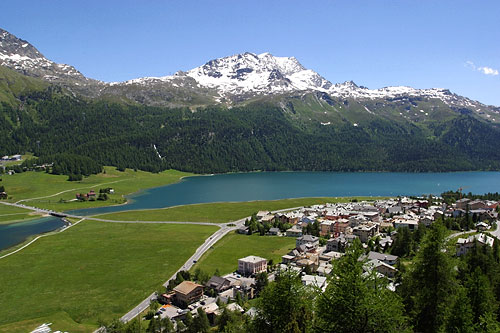
실바플래나 호수와 코르바치봉
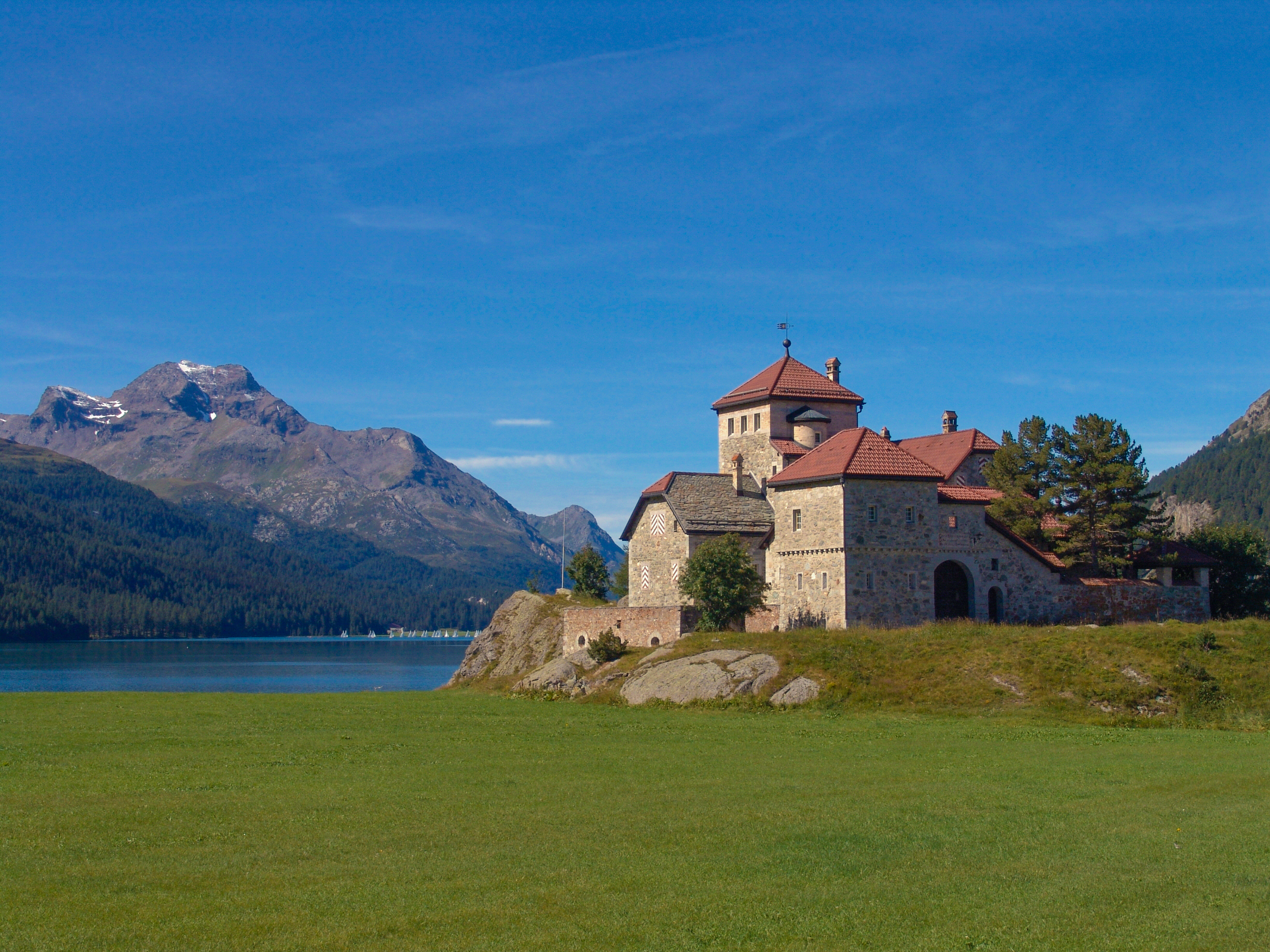
크랩다사스성